# Abram van Rijckevorsel
Abram van Rijckevorsel (Rotterdam, 30 december 1790 - Rotterdam, 11 augustus 1864) was een Rotterdams koopman en politicus.

## Levensloop
Van Rijckevorsel is een telg uit het geslacht Van Rijckevorsel. Op twintigjarige leeftijd trad hij al zelfstandig als koopman op. Zijn handelsfirma richtte zich voornamelijk op de handel in graan en transacties in koloniale producten. In 1823 werd Van Rijckevorsel benoemd tot lid van de Rotterdamse Kamer van Koophandel, waar hij in 1838 voorzitter werd. Hij zou die functie 26 jaar vervullen, tot aan zijn dood in 1864.
Van 1839 tot 1849 was hij lid van de Rotterdamse gemeenteraad. In 1841 werd hij door de Staten van Zuid-Holland gekozen als lid van de Tweede Kamer. Hij kwam daar met name op voor de belangen van handel en scheepvaart. Nadat hij zich in 1850 niet meer herkiesbaar had gesteld, werd hij lid van de Eerste Kamer. Deze functie vervulde hij tot 1862. Van Rijckevorsel liet in de politiek zijn invloed gelden bij de totstandkoming van de wet tot aanleg van de Nieuwe Waterweg en de spoorwegverbinding van Rotterdam met Duitsland.
Van Rijckevorsel vervulde een groot aantal maatschappelijke functies. Zo had hij zitting in de Rotterdamse schoolcommissie (1821-1857), was hij commissaris van de Nederlandsche Handel-Maatschappij (1831-1859) en van de Nederlandsche Rhijnspoorweg-Maatschappij (1846-1851). Kort voor zijn dood werd hij benoemd tot staatsraad in buitengewone dienst.
In Rotterdam is in 1965 als eerbetoon de Abram van Rijckevorselweg naar hem genoemd.

### Familie
Abram van Rijckevorsel was de zoon van Huibert van Rijckevorsel (1768-1799), graanhandelaar en Anna Josina van der Pot (1769-1836), telg uit de van der Pot patriciërsfamilie.